# Золотые галушки

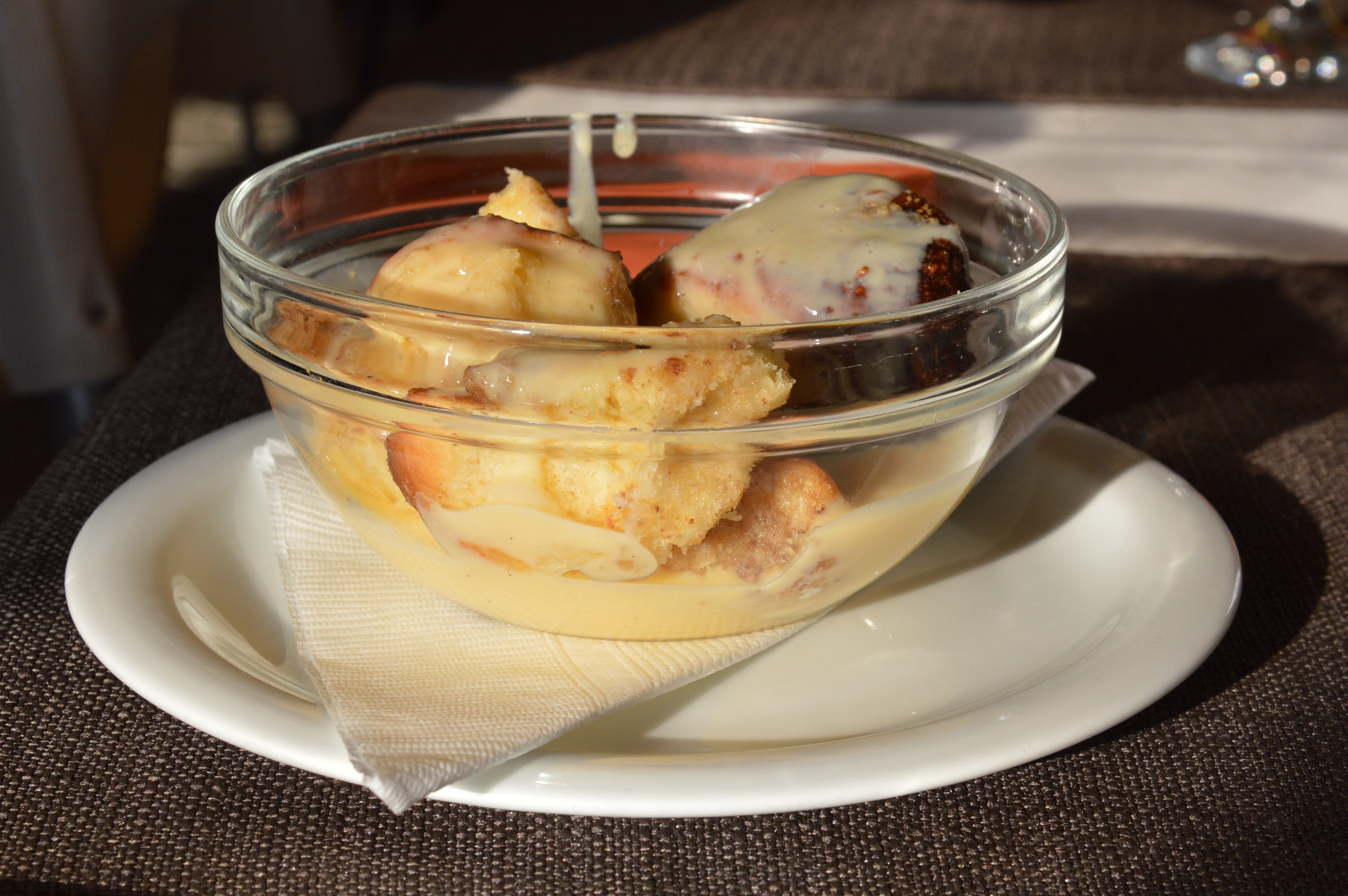
«Золотые галушки» под ванильным соусом

«Золотые галушки» («золотые клёцки», ара́ньгалушка венг. aranygaluska) — классический венгерский десерт, выпечка из дрожжевого теста в форме галушек, посыпанных молотым грецким орехом или миндалём и изюмом. «Золотые галушки» сервируют с ванильным соусом или шодо.
Поднявшееся тесто для «золотых галушек» раскатывают, затем вырезают из него круглой выемкой кружочки либо отщипывают комочки. Их складывают в смазанную форму для выпечки слоями друг на друга, промазывая растопленным сливочным маслом и посыпая орехами и изюмом, и перед выпечкой оставляют подойти. Готовые «золотые галушки» сразу разделяют друг от друга, не дав остыть.
Считается, что золотые галушки венгерские иммигранты привезли в США, где этот рецепт трансформировался в обезьяний хлеб.